# Tak neváhej a toč!
Neváhej a toč! (resp. od roku 1999 Tak neváhej a toč!) byl zábavný soutěžní pořad České televize, vysílaný v letech 1995 až 2007 a nakrátko znovu na podzim 2010. Hlavní náplní pořadu byly krátké amatérské videozáznamy vtipných, povětšinou náhodou zachycených událostí, tzv. „klipy“. Obvykle šlo o zábavně vyhlížející nehody či pády, objevovaly se ale i záznamy neobvyklých situací nebo vtipného chování zvířat či dětí. Pořad připravovalo Televizní studio Ostrava a provázel jím Eduard Hrubeš; při oživení pořadu roku 2010 jej doplnila Veronika Žilková.

## Historie pořadu
Pořady typu (Tak) neváhej a toč! mají svůj původ ve Spojených státech amerických. Česká republika byla již 95. zemí, ve které byla vytvořena originální verze. Česká varianta pořadu se obešla bez licenčních pomůcek, oproti mnoha zahraničním mutacím byla kratší (se stopáží 18–20 minut), svižnější a odlišovala se také uváděním autorů videoklipů.
První epizoda pořadu byla odvysílána 4. září 1995. Prvních pár měsíců byla uváděna pouze videa převzatá z obdobných pořadů ze zahraničí, počátkem roku 1996 však přibyla soutěž klipů českých autorů, o jejímž vítězi rozhodovali hlasováním diváci ve studiu. V roce 1997 pak začali být do hlasování zapojováni i diváci u televizních obrazovek, pomocí soutěže o tzv. Zlatý klip. V prvním ročníku této soutěže se hlasování účastnilo přes 85 tisíc diváků.
V roce 1999 se drobně změnil název pořadu – z původního Neváhej a toč! na Tak neváhej a toč! Pořad v průběhu let také několikrát změnil místo natáčení. Zpočátku se točil v Sanatoriích Klimkovice. Během roku 1997 se přestěhoval do prostor radniční restaurace Nové radnice v Ostravě, kde se natáčelo také Divadélko pod věží s Marií Rottrovou. Později začal vznikat na Výstavišti Černá Louka Ostrava, v posledních letech existence jeho výroba probíhala v ateliérech v Radvanicích.
Natáčení nových epizod bylo ukončeno roku 2007. V době od září do prosince 2010 se pořad na televizní obrazovky nakrátko vrátil, přičemž Eduarda Hrubeše při moderování nově doplnila Veronika Žilková. V obnovené verzi pořadu již scházela soutěž amatérských kameramanů, místo toho soutěžili televizní diváci, kteří pomocí SMS tipovali, jak skončí klip, z nějž byla na začátku pořadu ukázána jen část. Ti nejúspěšnější z dříve soutěžících autorů klipů však byli do pořadu zváni jako hosté.
Dle údajů uváděných Českou televizí bylo dohromady odvysíláno 453 dílů pořadu. Dramaturg Televizního studia Ostrava Marek Dohnal mluví dokonce o 600 dílech, nepočítaje v to speciály.

## Struktura pořadu
V běžné epizodě pořadu byly kromě převzatých videí uvedeny vždy také tři klipy českých kameramanů, z nichž diváci ve studiu vybírali ten nejvtipnější. Autoři klipů se účastnili nejprve semifinále, klip s největším počtem hlasů pak postoupil do finále, které se konalo jednou za 4 týdny a v němž se mezi sebou utkávaly semifinálové vítězné příspěvky. Ročně bylo odvysíláno cca 120 původních klipů.
V semifinále obdržel autor vítězného klipu jako výhru věcnou cenu nebo zájezd do zahraničí, ve finále pak videokameru. Konkrétní typ kamery z pěti nabízených si vítěz zvolil pomocí hodu velkou kostkou (na šesté pozici byla prémie, při níž měl vítěz možnost vlastního výběru).
Od roku 1997 byla tato struktura obohacena ještě o soutěž o Zlatý klip, v níž hlasovali televizní diváci a vybírali nejlepší příspěvek z těch, které za uplynulý rok zvítězily ve finále, tedy klip roku.

## Speciální díly
Pořad byl od roku 1996 obohacován i o speciální vydání s názvem Neváhej a toč – speciál, respektive Tak neváhej a toč – speciál. Ta trvala kolem 70 minut a vysílána byla obvykle v sobotu večer na ČT1 jako hlavní zábavný pořad večera. Těchto speciálních vydání bylo natočeno tři až šest ročně. Od běžných epizod se kromě délky odlišovala také tím, že v nich vystupovali hosté z řad známých osobností (zpěváci, moderátoři, baviči, herci apod.). Speciální vydání pořadu neobsahovala soutěž klipů. I tyto speciální díly uváděl Eduard Hrubeš. Česká televize je od roku 2013 příležitostně reprízuje (na rozdíl od běžných epizod, které znovu uváděny již nejsou).
Na silvestra roku 2010 byl odvysílán speciální díl věnovaný dětem s názvem Tak neváhej a hrej si!, kterým provázel Eduard Hrubeš spolu s Veronikou Žilkovou a vystupovali v něm rovněž Pavel Zedníček a Josef Dvořák. Roku 2013 byl u příležitosti 60. výročí vzniku České televize natočen díl nazvaný Tak neváhej a toč – ještě jednou speciál!

## Ocenění pořadu
Pořad byl několikrát úspěšný v televizní anketě TýTý.
| Rok  | Pořadí   |
| ---- | -------- |
| 1995 | 3. místo |
| 1996 | 2. místo |
| 1997 | 1. místo |
| 1998 | 2. místo |
| 1999 | 2. místo |

V roce 1998 získali tvůrci pořadu také Cenu ukrutné srandy pana Jana Wericha, která je udělována Werichovci.